# Mönchsjochhütte
Il Mönchsjochhütte (3.658 m s.l.m.) è un rifugio alpino delle Alpi Bernesi situato nel Canton Vallese.

## Caratteristiche ed informazioni
Si tratta di uno dei più alti rifugi del Club Alpino Svizzero. Si trova nei pressi del Mönchjoch ai piedi dell'Obers Mönchjoch (3.627 m) tra il Mönch ed il Trugberg e sopra il Ghiacciaio dell'Aletsch.

## Accesso
L'accesso al rifugio avviene normalmente dal Jungfraujoch dove arriva la Ferrovia della Jungfrau in circa un'ora. Si segue la grande pista che andando verso est e salendo di circa 200 m porta al rifugio.
Si può salire al rifugio anche da sud e partendo dalla Konkordiahütte. Dalla Konkordiahütte si può risalire il Jungfraufirn oppure il Ewigschneefeld (due ghiacciai che si dipartono dal Mönchjoch e si riuniscono a Konkordiaplatz). Si può accedere al rifugio anche dalla Mittellegihütte.

## Ascensioni
- Jungfrau - 4.158 m
- Mönch - 4.105 m
- Gross Fiescherhorn - 4.049 m
- Hinter Fiescherhorn - 4.025 m